# Jolly (Texas)
Jolly è un centro abitato degli Stati Uniti d'America, situato nella contea di Clay dello Stato del Texas. Fa parte dell'area metropolitana di Wichita Falls.

## Geografia fisica
Jolly è situata a 33°52′27″N 98°20′55″W (33.874304, -98.348556).
Secondo lo United States Census Bureau, ha un'area totale di un miglio quadrato (2,6 km²).

## Società

### Evoluzione demografica
Secondo il censimento del 2000, c'erano 188 persone, 70 nuclei familiari, e 59 famiglie residenti nella città. La densità di popolazione era di 190,7 persone per miglio quadrato (73,3/km²). C'erano 73 unità abitative a una densità media di 74,1 per miglio quadrato (28,5/km²). La composizione etnica della città era formata dal 99,47% di bianchi, e lo 0,53% di due o più etnie.
C'erano 70 nuclei familiari di cui il 28,6% avevano figli di età inferiore ai 18 anni, il 75,7% erano coppie sposate conviventi, l'8,6% aveva un capofamiglia femmina senza marito, e il 14,3% erano non-famiglie. Il 12,9% di tutti i nuclei familiari erano individuali e il 5,7% aveva componenti con un'età di 65 anni o più che vivevano da soli. Il numero di componenti medio di un nucleo familiare era di 2,69 e quello di una famiglia era di 2,90.
La popolazione era composta dal 18,1% di persone sotto i 18 anni, l'8,5% di persone dai 18 ai 24 anni, il 27,7% di persone dai 25 ai 44 anni, il 34,6% di persone dai 45 ai 64 anni, e l'11,2% di persone di 65 anni o più. L'età media era di 43 anni. Per ogni 100 femmine c'erano 100,0 maschi. Per ogni 100 femmine dai 18 anni in giù, c'erano 111,0 maschi.
Il reddito medio di un nucleo familiare era di 44.375 dollari, e quello di una famiglia era di 49.375 dollari. I maschi avevano un reddito medio pro capite di 29.375 dollari contro i 16.354 dollari delle femmine. Il reddito medio pro capite era di 20.467 dollari. Nessuna delle famiglie e l'1,7% della popolazione vivevano sotto la soglia di povertà.